# 力石雄一郎

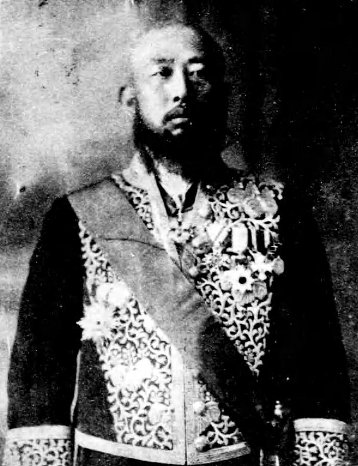
力石雄一郎

力石雄一郎（日语：／ Chikaraishi Yūichirō，1876年6月30日—1933年3月17日）是日本内务省官僚、立宪政友会系官选府县知事。族籍为爱媛县士族 。

## 经历
力石雄一郎出生于爱媛县喜多郡大洲町（现大洲市），为旧大洲藩士力石八十綱的长子。后来移居东京，就读于府立一中和第一高等学校。1900年7月毕业于东京帝国大学法科大学，同年11月通过高等文官行政科考试，进入内务省地方局。
此后历任德岛县参事官、岩手县警察部长、岩手县事务官·第四部长、石川县事务官·警察部长、关东都督府大连民政署长，以及长野县和岐阜县内务部长等职务。
1914年4月第2次大隈内阁成立后，任长野县知事。后历任大分县、茨城县、宫城县、秋田县、新潟县知事，1928年5月任大阪府知事。1929年7月辞职退休。
1933年3月17日去世，享年56岁。

## 荣誉
- 1920年（大正九年） 11月1日 - 旭日中绶章[2]

## 亲属
- 父亲：八十綱（爱媛县士族） [1]
- 妻子：きの（出生于1889年，长野县出身，三村佐助长女） [1]
- 育有一子[1]

## 脚注
1. 1 2 3 4 5  『人事興信録 第5版』ち6頁（国立国会図書館デジタルコレクション）。2021年3月1日閲覧。
2. ↑  『官報』第2640号「叙任及辞令」1921年5月21日。